# L.A. Noire: The VR Case Files
L.A. Noire: The VR Case Files — компьютерная игра для VR-гарнитуры разработанная и изданная Rockstar Games в 2017 году для Windows и в 2019 году для консолей PlayStation 4. Была выпущена с поддержкой для шлемов виртуальной реальности HTC Vive, Oculus Rift и PlayStation VR.

## Игровой процесс
Игра является переизданием оригинальной игры в режиме виртуальной реальности.
Игра в отличие от оригинала состоит всего из 7 расследований (в оригинале их 26 со всеми DLC). В игре была расширена система допросов подозреваемых по системе «хороший коп» и «плохой коп» заключается она в том, что из подозреваемого можно вытянуть информацию аккуратно, а можно его запугать.
Игровой процесс происходит в масштабе комнаты, во время игры идёт отслеживание движения игрока специальными контроллерами, также для драк, стрельбы, вождения и прочего, игроку придётся делать те же действия что и в реальной жизни, для удара придётся замахнуться, во время стрельбы придётся менять магазин и взводить курок, это даёт игроку полное погружение в виртуальную реальность. Теперь при осмотре места преступления улики можно посмотреть более детально, потрогать их, а также более детально осмотреть жертву взаимодействия с ней и окружением как только это возможно.

## Разработка
Игра была анонсирована 7 сентября 2017 года для PC. 8 ноября разработчики объявили о том что проект выйдет в декабре 2017 года. 15 декабря 2017 игра вышла на ПК с поддержкой шлема HTC Vive, 4 апреля 2018 года появилась поддержка Oculus Rift и вместе с выходом игры на PlayStation 4 появилась поддержка для PlayStation VR 24 сентября 2019 года.

## Оценки
| Сводный рейтинг    | Сводный рейтинг          |
| Агрегатор          | Оценка                   |
| ------------------ | ------------------------ |
| Metacritic         | (ПК) 82/100 (PS4) 81/100 |
| Иноязычные издания |                          |
| Издание            | Оценка                   |
| Destructoid        | 9/10                     |
| GameSpot           | 8/10                     |
| GameStar           | 81/100                   |
| IGN                | 8,5/10                   |

L.A. Noire: The VR Case Files получила «в целом благоприятные отзывы», согласно сайту Metacritic. Дэн Стэплтон из IGN пришел к выводу, что игра «меньше похоже на порт и больше на отдельную игру», в то время как Джимми Танг из GameSpot сказал, что это «поднимает планку того, как должен выглядеть хороший порт игры в виртуальной реальности». Том Хоггинс из The Telegraph назвал игру «интересной, реактивной и в значительной степени завершенной адаптацией к виртуальной реальности» и Gamer.nl Уилберт Митсма сравнил игру с альбомом величайших хитов.

### Номинации
| Мероприятие                     | Дата           | Категория                                | Результат | Прим.  |
| ------------------------------- | -------------- | ---------------------------------------- | --------- | ------ |
| New York Game Awards            | 24 января 2018 | Премия «Статуя свободы» за лучший ремейк | Номинация | [ 20 ] |
| Game Audio Network Guild Awards | 22 марта 2018  | Лучший VR звук                           | Номинация | [ 21 ] |